# Puchar Azji w snowboardzie 2019/2020
Puchar Azji w snowboardzie w sezonie 2019/2020 to kolejna edycja tej imprezy. Cykl ten rozpoczął się 29 listopada 2019 roku w chińskim ośrodku narciarskim Taiwoo ski resorts zawodami w slalomie gigancie równoległym. Początkowo ostatnie zawody sezonu, będące konkursem big air, miały zostać rozegrane 8 kwietnia 2020 roku również w chińskim ośrodku CBS Wanda, ale zostały odwołane. Tak więc finałowe zawody Pucharu Azji zostały rozegrane 19 lutego 2020 na olimpijskich obiektach w Pjongczangu. Były to zmagania w konkurencji halfpipe.

## Kalendarz i wyniki Pucharu Azji

### Mężczyźni
| Lp  | Data              | Miejscowość         | Dyscyplina | 1. Miejsce    | 2. Miejsce      | 3. Miejsce     |
| --- | ----------------- | ------------------- | ---------- | ------------- | --------------- | -------------- |
| 1.  | 29 listopada 2019 | Taiwoo ski resorts  | PGS        | Lee Sang-ho   | Sun Huan        | Bi Ye          |
| 2.  | 30 listopada 2019 | Taiwoo ski resorts  | PSL        | Sun Huan      | Bi Ye           | Zhang Xuan     |
| 3.  | 28 grudnia 2019   | Wanlong Ski Resorts | PGS        | Bi Ye         | Zhang Xuan      | Qin Zihan      |
| 4.  | 29 grudnia 2019   | Wanlong Ski Resorts | PSL        | Zhang Xuan    | Bi Ye           | Qin Zihan      |
| 5.  | 25 stycznia 2020  | Niseko              | SS         | Keita Inamura | Hayato Nagasawa | Taiga Hasegawa |
| 6.  | 26 stycznia 2020  | Niseko              | SS         | Keita Inamura | Taiga Hasegawa  | Ryoji Fujiya   |
| 7.  | 10 lutego 2020    | Pjongczang          | HP         | Lee Chaeun    | Lee Joon-sik    | Lee Kwang Ki   |
| 8.  | 19 lutego 2020    | Pjongczang          | HP         | Lee Chaeun    | Lee Kwang Ki    | Kim Kangsan    |
| 9.  | 29 lutego 2020    | Secret Garden       | SX         | Odwołano      | Odwołano        | Odwołano       |
| 10. | 5 kwietnia 2020   | CBS Wanda           | SS         | Odwołano      | Odwołano        | Odwołano       |
| 11. | 8 kwietnia 2020   | CBS Wanda           | BA         | Odwołano      | Odwołano        | Odwołano       |

### Kobiety
| Lp  | Data              | Miejscowość         | Dyscyplina | 1. Miejsce   | 2. Miejsce       | 3. Miejsce       |
| --- | ----------------- | ------------------- | ---------- | ------------ | ---------------- | ---------------- |
| 1.  | 29 listopada 2019 | Taiwoo ski resorts  | PGS        | Zang Ruxin   | Jeong Haerim     | Dong Xue         |
| 2.  | 30 listopada 2019 | Taiwoo ski resorts  | PSL        | Gong Naiying | Zang Ruxin       | Kan Binbin       |
| 3.  | 28 grudnia 2019   | Wanlong Ski Resorts | PGS        | Gong Naiying | Dong Xue         | Zang Ruxin       |
| 4.  | 29 grudnia 2019   | Wanlong Ski Resorts | PSL        | Gong Naiying | Dong Xue         | Peng Cheng       |
| 5.  | 25 stycznia 2020  | Niseko              | SS         | Rina Yoshika | Chihiro Edamatsu | Yui Kotani       |
| 6.  | 26 stycznia 2020  | Niseko              | SS         | Rina Yoshika | Hikari Yoshizawa | Chihiro Edamatsu |
| 7.  | 10 lutego 2020    | Pjongczang          | HP         | Kwon Sunoo   | Rinoka Yamada    | Choi Ye-woon     |
| 8.  | 19 lutego 2020    | Pjongczang          | HP         | Kwon Sunoo   | Lee Na-yoon      | Chung Ji Hye     |
| 9.  | 29 lutego 2020    | Secret Garden       | SX         | Odwołano     | Odwołano         | Odwołano         |
| 10. | 5 kwietnia 2020   | CBS Wanda           | SS         | Odwołano     | Odwołano         | Odwołano         |
| 11. | 8 kwietnia 2020   | CBS Wanda           | BA         | Odwołano     | Odwołano         | Odwołano         |

## Klasyfikacje

### Mężczyźni
| Lp. | Zawodnik          | Punkty  |
| --- | ----------------- | ------- |
| 1.  | Bi Ye             | 1600,00 |
| 2.  | Zhang Xuan        | 1425,00 |
| 3.  | Sun Huan          | 1400,00 |
| 4.  | Qin Zihan         | 970,00  |
| 5.  | Lv Meishuo        | 705,00  |
| 6.  | Wang Shijia       | 520,00  |
| 7.  | Lee Sang-ho       | 500,00  |
| 8.  | Pang Zhendong     | 495,00  |
| 9.  | Han Jiacheng      | 445,00  |
| 10. | Ryusuke Shinohara | 410,00  |

| Lp. | Zawodnik     | Punkty  |
| --- | ------------ | ------- |
| 1.  | Lee Chaeun   | 1000,00 |
| 2.  | Lee Kwang Ki | 700,00  |
| 3.  | Lee Joon-sik | 580,00  |
| 4.  | Kweon Leejun | 430,00  |
| 5.  | Kim Kangsan  | 375,00  |
| 6.  | Choi Yoonjae | 320,00  |
| 7.  | Seo Gyeong   | 290,00  |
| 8.  | Kotaro Okawa | 250,00  |
| 9.  | Lee Hyun-jun | 225,00  |
| 9.  | Aito Ito     | 225,00  |

### Kobiety
| Lp. | Zawodniczka  | Punkty  |
| --- | ------------ | ------- |
| 1.  | Gong Naiying | 1660,00 |
| 2.  | Zang Ruxin   | 1380,00 |
| 3.  | Dong Xue     | 1325,00 |
| 4.  | Kan Binbin   | 1000,00 |
| 5.  | Xu Xiaoxiao  | 900,00  |
| 6.  | Peng Cheng   | 880,00  |
| 7.  | Yu Yunhan    | 835,00  |
| 8.  | Wang Xiaorui | 600,00  |
| 9.  | Yao Yutong   | 405,00  |
| 10. | Jeong Haerim | 400,00  |

| Lp. | Zawodniczka   | Punkty  |
| --- | ------------- | ------- |
| 1.  | Kwon Sunoo    | 1000,00 |
| 2.  | Choi Ye-woon  | 550,00  |
| 3.  | Chung Ji Hye  | 525,00  |
| 4.  | Lee Bo Yeon   | 425,00  |
| 5.  | Lee Na-yoon   | 400,00  |
| 5.  | Rinoka Yamada | 400,00  |
| 7.  | Jung Dawoon   | 380,00  |
| 8.  | An Hyun Ju    | 250,00  |